# Achiroides melanorhynchus
Achiroides melanorhynchus és un peix teleosti de la família dels soleids i de l'ordre dels pleuronectiformes.

## Morfologia
- Talla màxima: 14 cm.[2]

## Alimentació
Menja invertebrats bentònics.

## Distribució geogràfica
Es troba a les costes de Cambodja i Tailàndia fins a les d'Indonèsia.